# Bamra

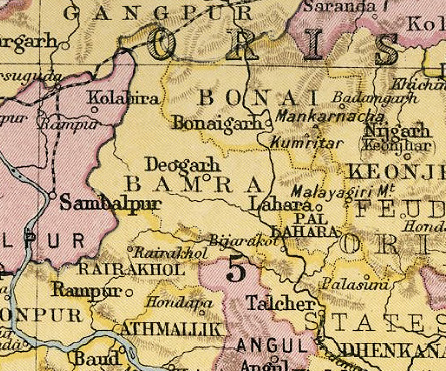
Bamra på en karta från 1931.

Bamra var en vasallstat i brittisk-indiska provinserna Bihar och Orissa. Den hade en yta på 5 175 km² och 138 016 invånare (1911), varav två tredjedelar var hinduer. Bamra grundades enligt legenden 1602.